# Dmytro Vynohradets
Dmytro Mykolajovytj Vynohradets (ukrainska: Дмитро Миколайович Виноградець), född 25 maj 1985, är en ukrainsk simmare.

## Meriter
Paralympiska sommarspelen 2008
- - Guld, simning 200m frisim S3
  - Guld, simning 50m frisim S3
  - Silver, simning 100m frisim S3
  - Brons, simning 50m ryggsim S3

Paralympiska sommarspelen 2012
- - Silver, simning 150m medley SM3
  - Silver, simning 50m ryggsim S3
  - Brons, simning 50m bröstsim S3

Paralympiska sommarspelen 2016
- - Brons, simning 4x50m stafett frisim